# Sulajunglevliegenvanger
De sulajunglevliegenvanger (Cyornis colonus; synoniem: Rhinomyias colonus) is een zangvogel uit de familie Muscicapidae (vliegenvangers). De vogel werd in 1898 als soort geldig beschreven door  Ernst Hartert als Rhinomyias colonus.

## Kenmerken
De vogel is ongeveer veertien centimeter lang. Het is een onopvallende vogel, donker grijsbruin van boven en lichtgrijs van onder, de kin bijna wit. Opvallend is de roodbruine staart.

## Verspreiding en leefgebied
Deze soort is endemisch op de Soela-eilanden (oostelijk van het Indonesische eiland Celebes). Een verwante soort van de Banggai-eilanden is afgesplitst als aparte soort de banggai-junglevliegenvanger (C. pelingensis).

## Status
De grootte van de populatie is onbekend maar het vermoeden bestaat dat de populatie-aantallen afnemen habitatverlies. Het leefgebied wordt aangetast door ontbossing waarbij natuurlijk bos plaats maakt voor intensief agrarisch gebruikt land. Om deze redenen staat deze soort als gevoelig op de Rode Lijst van de IUCN.